# جون ويتني (مخرج)
جون ويتني (بالإنجليزية: John Whitney)‏ هو رسام رسوم متحركة وفنان ومخرج أمريكي، ولد في 8 أبريل 1917 في باسادينا في الولايات المتحدة، وتوفي في 22 سبتمبر 1995 في سانتا مونيكا في الولايات المتحدة.

## وصلات خارجية
- جون ويتني على موقع IMDb (الإنجليزية)
- جون ويتني على موقع قاعدة بيانات الفيلم (الإنجليزية)
- جون ويتني على موقع كينوبويسك (الروسية)